# Odyssey: The Compleat Apventure
Odyssey: The Compleat Apventure est un jeu vidéo de rôle développé par Robert Clardy et publié par Synergistic Software en 1980 sur Apple II. Robert Clardy fonde Synergistic Software en 1978 pour publier son premier jeu – Dungeon Campaign, Wilderness Campaign – un jeu vidéo de rôle divisé en deux parties, inspiré de Donjons et Dragons et publié sur Apple II en 1979,. Il développe ensuite Odyssey: The Compleat Apventure qui reprend de nombreux éléments de gameplay de son prédécesseur mais qui bénéficie de meilleurs graphismes. Dans ce dernier, le joueur contrôle un groupe d’aventurier et est chargé de sauver un royaume menacé par un sorcier démoniaque. Le jeu est divisé en trois parties. La première se déroule sur une île infestée de monstre que le joueur explore à la recherche de trésors et des objets nécessaires pour accéder au scénario suivant. Dans la deuxième partie, il doit trouver une arme magique et se rendre sur l’île du sorcier, qu’il doit ensuite retrouver et vaincre dans la troisième partie,,,.